# NGC 6356
NGC 6356 je kulová hvězdokupa v souhvězdí Hadonoše s magnitudou 8,25. Objevil ji William Herschel 17. června 1784. Od Země je vzdálená 47 600 světelných let a na obloze se dá najít 80′ severovýchodně od známější kulové hvězdokupy Messier 9.
Jako mlhavá skvrnka je vidět i většími triedry, ale její nejjasnější hvězdy s magnitudou 15 se dají zahlédnout až velkými hvězdářskými dalekohledy.